# San Francisco Putla
San Francisco Putla är en ort i Mexiko.   Den ligger i kommunen Tenango del Valle och delstaten Mexiko, i den sydöstra delen av landet, 60 km sydväst om huvudstaden Mexico City. San Francisco Putla ligger 2 749 meter över havet och antalet invånare är 3 433.
Terrängen runt San Francisco Putla är huvudsakligen kuperad, men åt nordost är den platt. Runt San Francisco Putla är det tätbefolkat, med 397 invånare per kvadratkilometer. Närmaste större samhälle är Toluca, 17,9 km norr om San Francisco Putla. I omgivningarna runt San Francisco Putla växer huvudsakligen savannskog.